# Ahn Joon-soo
Ahn Joon-soo (kor. 안준수; * 28. Januar 1998 in Uijeongbu) ist ein südkoreanischer Fußballspieler.

## Karriere

### Verein
Ahn Joon-soo erlernte das Fußballspielen in der Jugendmannschaft der FC Uijeongbu in Südkorea. 2016 ging er nach Japan und unterschrieb seinen ersten Profivertrag bei Cerezo Osaka. Der Verein aus Osaka, einer Stadt in der Präfektur Osaka spielte in der zweithöchsten japanischen Liga, der J2 League. Von 2016 bis 2017 spielte er 18-mal für Cerezo Osaka U23. Die Mannschaft spielte in der dritten Liga, der J3 League. Von 2018 bis 2019 wurde er an den Drittligisten Kagoshima United FC ausgeliehen. Mit dem Klub aus Kagoshima wurde er 2018 Vizemeister der J3 und stieg in die zweite Liga auf. Nach nur einem Jahr in der J2 musste der Verein Ende 2019 wieder den Weg in die Drittklassigkeit antreten. Nach der Ausleihe kehrte er Anfang 2020 nach Osaka zurück. Hier kam er noch zwölfmal in der U23-Mannschaft in der dritten Liga zum Einsatz. Im Januar 2021 kehrte er in seine Heimat zurück. Hier schloss er sich dem in der zweiten Liga spielenden Busan IPark an. Nach 37 Ligaspielen wechselte er im Juni 2023 zu den ebenfalls in der zweiten Liga spielenden Jeonnam Dragons. Für den Klub aus Gwangyang bestritt er bis Saisonende 18 Ligaspiele. Der Suwon FC, ein Erstligist aus Suwon nahm ihn im Januar 2024 unter Vertrag.

### Nationalmannschaft
Ahn Joon-soo durchlief von 2013 bis heute alle Juniorennationalmannschaften. 2020 gewann er mit der U23 die U-23-Fußball-Asienmeisterschaft. Im Endspiel besiegte man in Bangkok (Thailand) die Mannschaft aus Saudi-Arabien mit 1:0.

## Erfolge

### Verein
Kagoshima United FC
- J3 League

Vizemeister: 2018  ▲

### Nationalmannschaft
Südkorea U23
- U-23-Fußball-Asienmeisterschaft

Sieger: 2020